# Baldassare Ferri

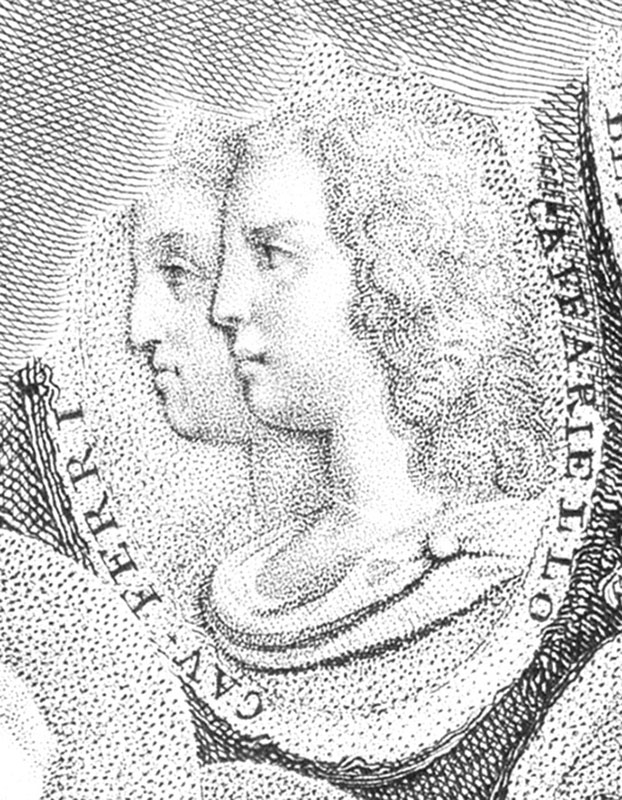
Die Kastraten Baldassarre Ferri und Gaetano Majorano 'Caffariello' gestochen von Antonio Fedi (ca. 1801–1807)

Baldassare Ferri (* 9. Dezember 1610 in Perugia; † 18. November 1680 ebenda) war ein italienischer Opernsänger (Kastrat/Sopran).

## Leben
Über Ferris Kindheit ist sehr wenig bekannt. Nach früher Kastration sang er zunächst in der Kathedrale S. Lorenzo in Perugia. Mit elf Jahren trat Ferri dann in die Dienste des Kardinals Fabio C. Crescenzio ein und wirkte als Sänger im Dom zu Orvieto. Als der Kardinal nach Rom wechselte, ging auch Baldassare mit. Er nahm dort Unterricht bei Vincenzo Ugolini, dem Kapellmeister der Cappella Giulia.
1625 hörte ihn der polnische Kronprinz Władysław, der spätere König Władysław IV., der sich damals in Rom aufhielt. Władysław zeigte sich begeistert von Ferris Gesangskunst und nahm ihn sofort in seine Dienste auf. Bis zum Jahre 1655 blieb er am Warschauer Hof der Wasa-Könige Sigismund III. und Wladislaw IV. Der König gewährte ihm oft Urlaube, die er für Gastspiele in vielen europäischen Städten nutzte. 1654, kurz vor ihrer Abdankung, holte ihn die schwedische Königin Kristina für ein Gastspiel an ihren Hof. Da sich Schweden jedoch damals mit Polen im Krieg befand, schloss die kunstsinnige Königin kurzerhand einen Waffenstillstand mit Polen, damit ihr das große Vergnügen nicht entgehe, Ferri zu hören.
1655 reiste Ferri nach Wien und trat mit 1. Oktober mit einem Gehalt von 110 Gulden in die Hofkapelle Kaiser Ferdinands III. ein. Er wohnte in einem Hofquartier am Wiener „Graben“. Der kunstsinnige Ferdinand III. schätzte Ferri sehr und überhäufte ihn mit Ehrungen und Wertschätzungen aller Arten. Auch unter Ferdinands Nachfolger Kaiser Leopold I., ein ebenso großzügiger Kunstmäzen, der auch selbst komponierte, blieb der Kastrat am Kaiserhof. Leopold erhob Ferri in den Adelsstand. Der Kaiser soll in seinem Schlafzimmer ein Bildnis Ferris mit der Aufschrift „Baldassare Ferri – Rè dei Musici“ hängen gehabt haben.
In Wien trat Ferri in vielen Opernaufführungen auf.  Nicht bewiesen ist, ob er in der legendären Prunkoper Il pomo d’oro, die am 12. Juli 1668 anlässlich der Hochzeit Leopolds I. mit der spanischen Infantin Margherita Theresia aufgeführt wurde, mitgewirkt hat.
Zwischen 1675 und 1680 kehrte der alternde Kastrat dann in seine Heimatstadt zurück. Nach seinem Tode am 9. Dezember 1680 hinterließ er der Stadt Perugia ein Vermögen von 600.000 Scudi.
Baldassare Ferri soll abgesehen von seiner enormen Gesangskunst über ein äußerst angenehmes Äußeres und gute Umgangsformen verfügt haben. Die Zeitgenossen übertrafen sich daher mit Lobpreisungen auf ihn.
Ferri soll eine ungewöhnlich hohe, dabei schöne und durchschlagende Sopranstimme gehabt haben. Sein großes Atemvolumen ermöglichte es ihm, lange und anspruchsvolle Koloraturen mühelos zu singen. Hinzu kam noch ein enormer Stimmumfang, eine reine Intonation, perfekte Stimm- und Körperbeherrschung sowie ein darstellerisches Talent. Seine Spezialität aber war seine Trillertechnik.